# آرتم توروسیان
آرتم میکائیلی توروسیان (ارمنی: Արտեմ Միքայելի Թորոսյան؛ روسی: Артём Миха́йлович Тара́сов؛ زاده ۴ ژوئیهٔ ۱۹۵۰ – درگذشته ۲۲ ژوئیهٔ ۲۰۱۷) کارآفرین و کنشگر سیاسی ارمنی‌تبار اهل روسیه بود. پدرش عکاس و مادرش آکادمیسین بودند.
در سال ۱۹۸۹ اولین بار رسماً به عنوان میلیونر اتحاد جماهیر شوروی سوسیالیستی اعلام شد. وی در گورستان ترویکوروفسکوی به خاک سپرده شد.